# Церковь Илии Пророка (Ярославль)
Це́рковь Илии́ Проро́ка — православный храм в историческом центре Ярославля на Советской (Ильинской) площади, выдающийся памятник архитектуры Ярославской школы зодчества и живописи XVII века. Находится в ведении Ярославской епархии и Ярославского музея-заповедника.

## История
Современный каменный храм построен в 1647—1650 годах на месте двух деревянных храмов — старой холодной церкви Ильи Пророка и тёплой церкви Покрова Богоматери на средства богатейших купцов гостиной сотни братьев Иоанникия и Вонифатия Скрипиных. Вела строительство артель местных мастеров, имена которых неизвестны. К завершению строительства Скрипины были одарены патриархом Иосифом частицей ризы Христа, которая хранилась в Успенском соборе Московского кремля. Изредка от неё отделяли частицы и посылали в дар в знак особого расположения, пока это не было запрещено. В честь получения святыни был сооружён шатровый Ризоположенский придел.
Во время городского пожара 1658 года церковь хотя и обгорела снаружи, но внутри, в отличие от большинства других, не пострадала. Расписана она знаменитыми костромскими художниками Гурием Никитиным и Силой Савиным вместе с ярославскими мастерами в 1680 году (артель из 15 мастеров работала неполных три месяца) при наследнице Скрипиных — вдове Вонифатия, Иулите Макаровне. Первоначально храм стоял на подворье Скрипиных, рядом с их жилыми и хозяйственными постройками (девять представителей этого семейства были похоронены у церкви) и примыкал к торговым улицам Пробойной и Соколовской только западным и северным фасадами.

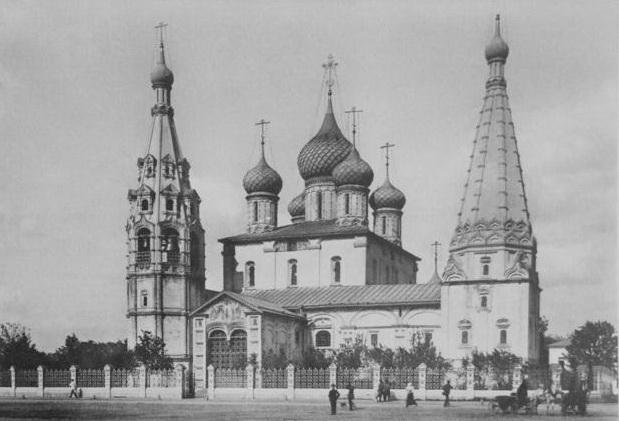
Храм в 1915 году

Гладкие, скупые фасады церкви были расписаны крупными цветами, т. н. травами. Сейчас эта роспись утрачена, и восстановлена лишь старинная побелка. Все главы были крыты зелёной черепицей, ярко сверкающей на солнце. В XVIII веке черепицу сменило изобретённое в Ярославле чешуйчатое покрытие.
Когда Ярославль в 1778 году получил регулярный план застройки, церковь Илии Пророка стала центром радиально-кольцевой планировки городского посада, вокруг неё была создана Ильинская площадь (ныне Советская), на которой разместился ряд административных учреждений.
Ограда вокруг церкви была выполнена в 1896 году по рисунку академика А. М. Павлинова. Церковь ремонтировалась в 1898—1904 годах на средства городского головы И. А. Вахрамеева.
В 1920 году здание передали Ярославскому музею-заповеднику. В 1930-х годах работникам музея удалось уберечь его от сноса. В 1938—1941 годах в церкви, куда перенесли мощи ярославских чудотворцев, Союз воинствующих безбожников устроил антирелигиозный музей; под куполом был подвешен маятник Фуко.
Реставрация проводилась в 1955—1956, 1960, 1983 годах. В 1989 году главный престол церкви Илии Пророка был вновь освящён, и с тех пор в летнее время в храме проводятся церковные службы. Музей открыт для посещения с мая по октябрь.

## Архитектура
Церковь Илии Пророка — четырёхстолпный многообъёмный храм с самостоятельными шатровым и купольным приделами и шатровой колокольней, объединёнными галереей.
Храм стоит на высоком подклете. Первоначально он был перекрыт по закомарам. Зелёные главы увенчаны золотыми крестами, из которых особенного внимания заслуживает крест центральной главы. Вместе с нарядным подзором из позолоченного железа, идущим по всему карнизу, этот крест — выдающееся произведение ярославских ковалей XVII века. Храм весь обстроен галереями и приделами. Особенно интересная галерея, соединяющая колокольню от придела Положения риз и включающая в себя западное крыло, сейчас — единственный вход в здание. Главки колокольни и приделов покрыты черепицей, изготовленной по старинным образцам и рецептам в мастерской ярославского керамиста-реставратора А. А. Егорова.
На фронтоне западного крыльца помещена живописная композиция «Распятие», которую обновляли при каждом ремонте.

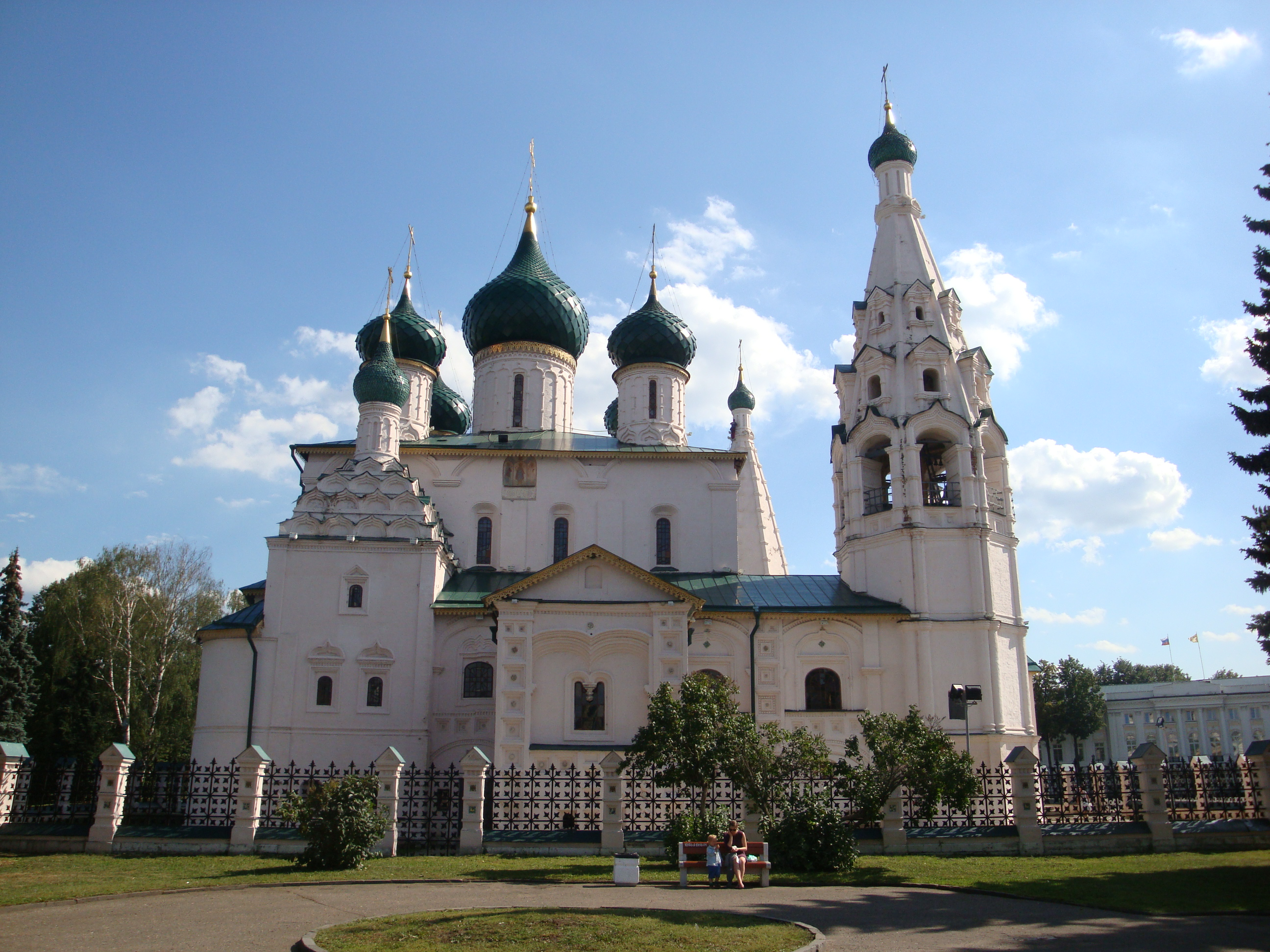
Вид с северо-запада
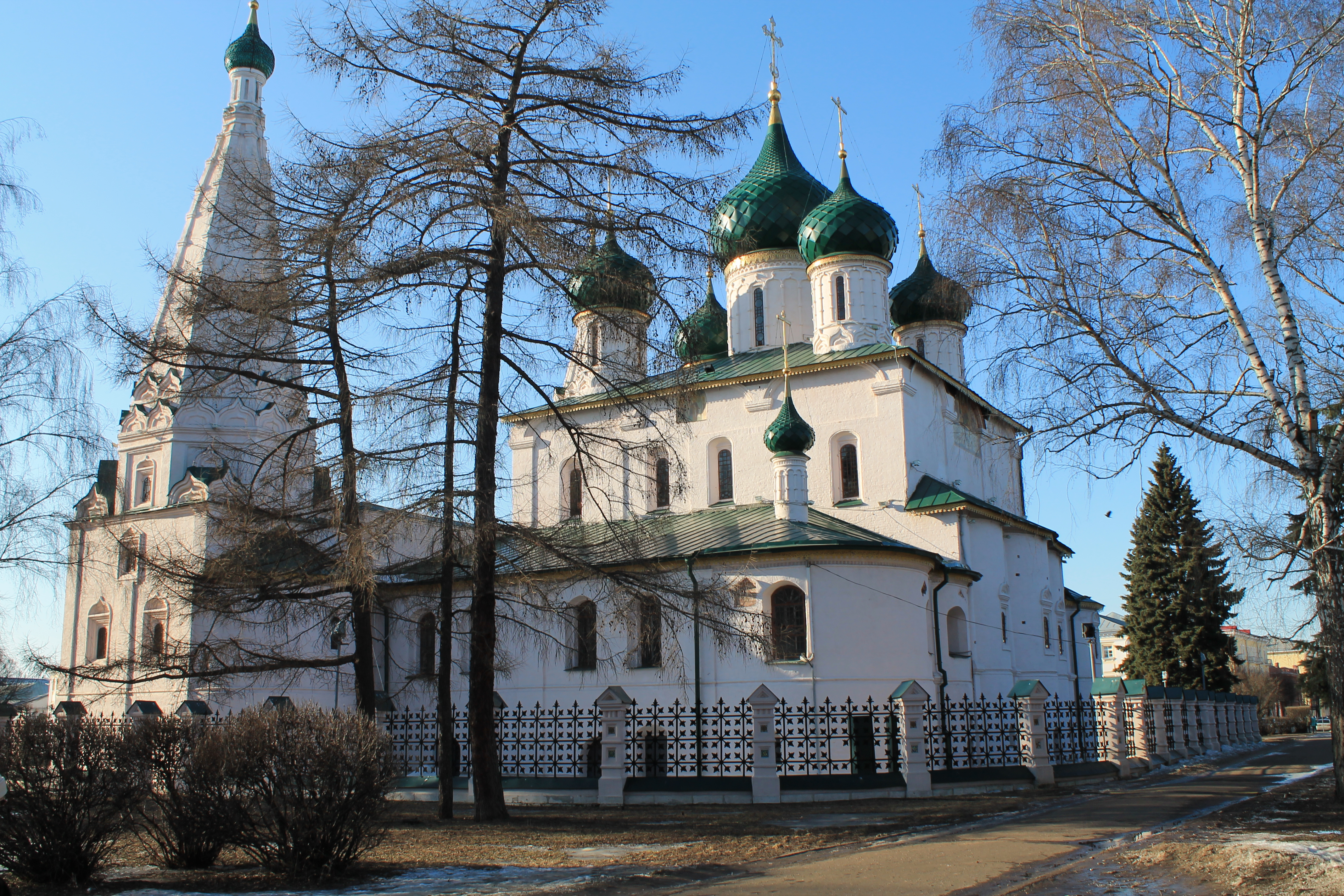
Вид с востока
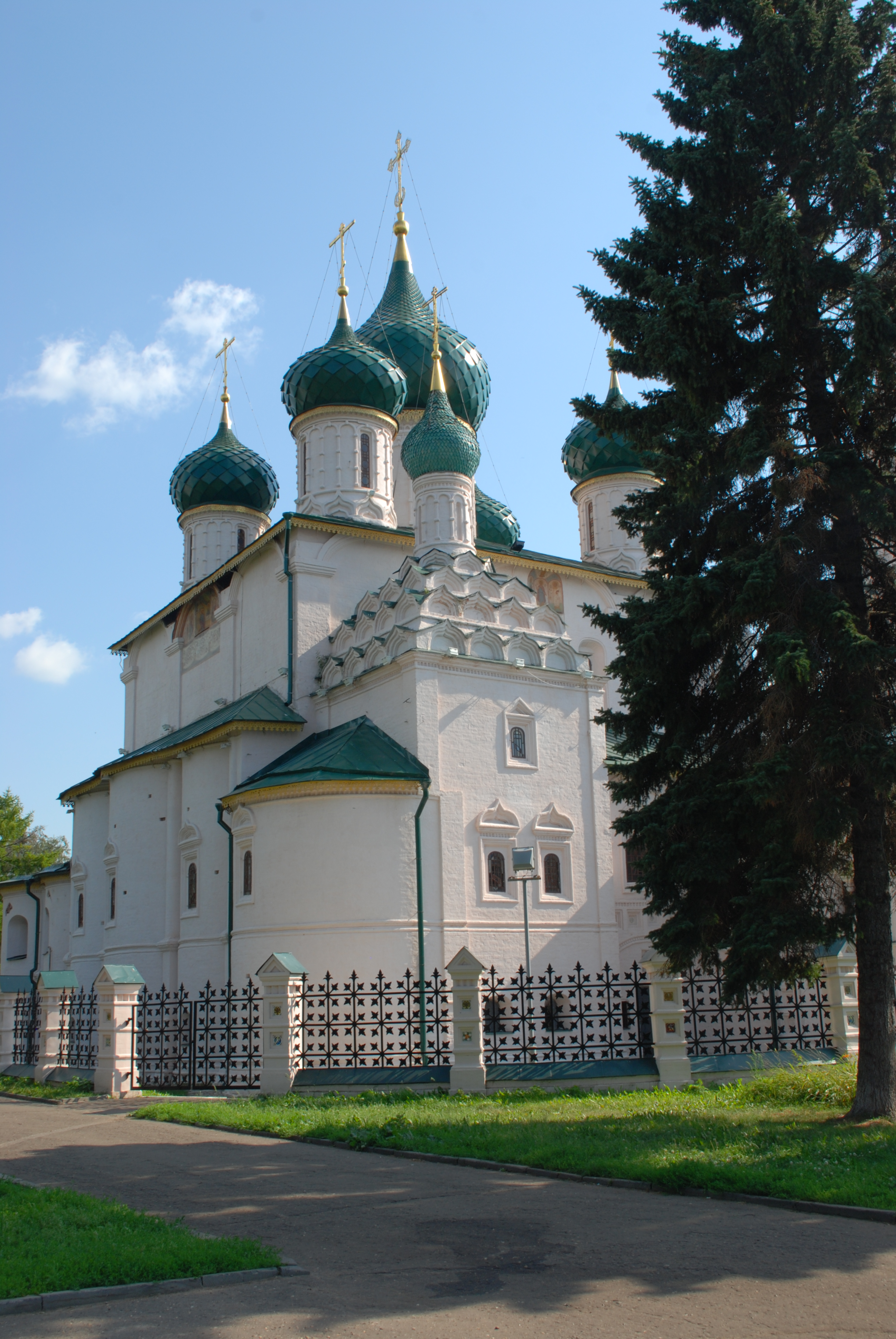
Вид с севера
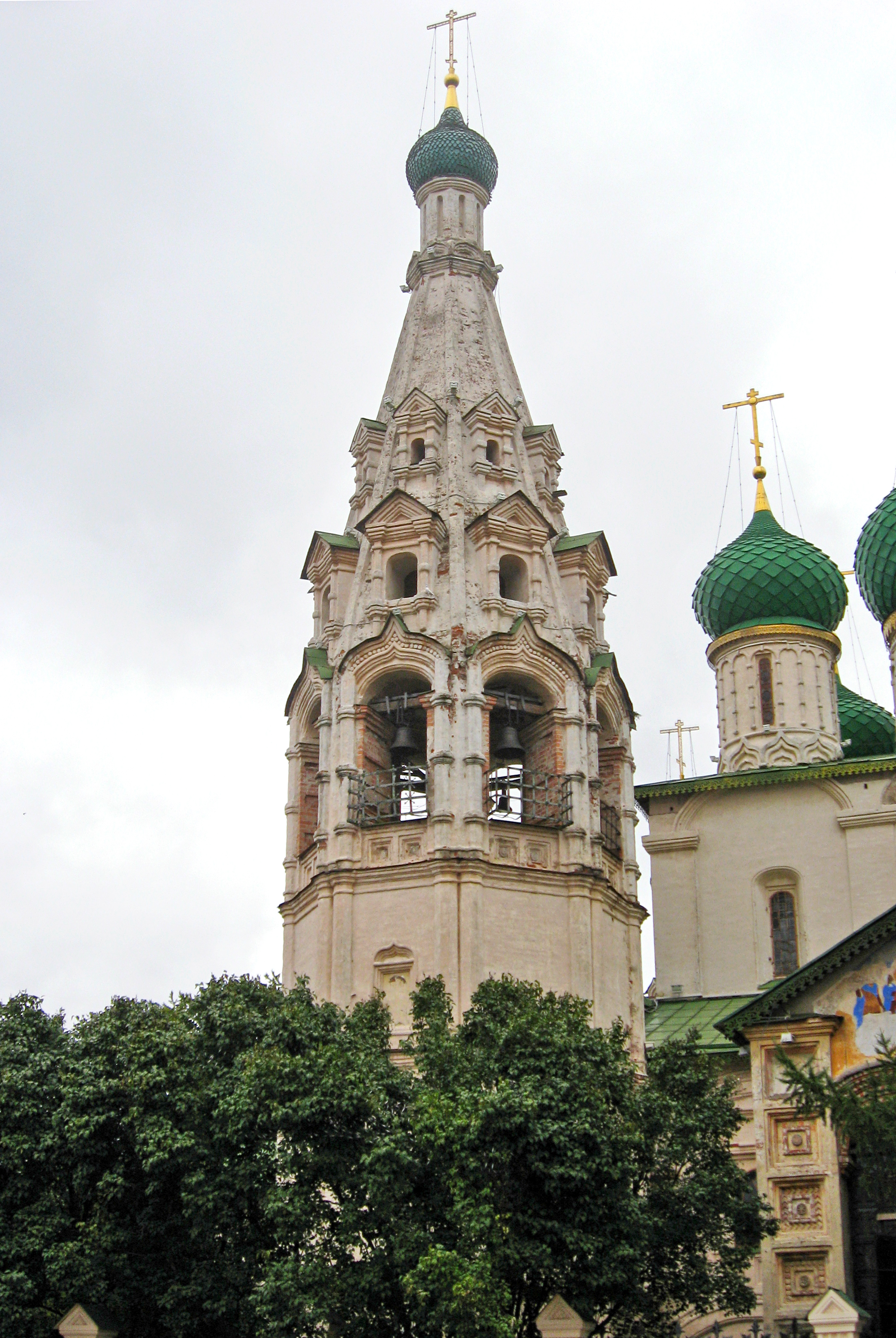
Колокольня
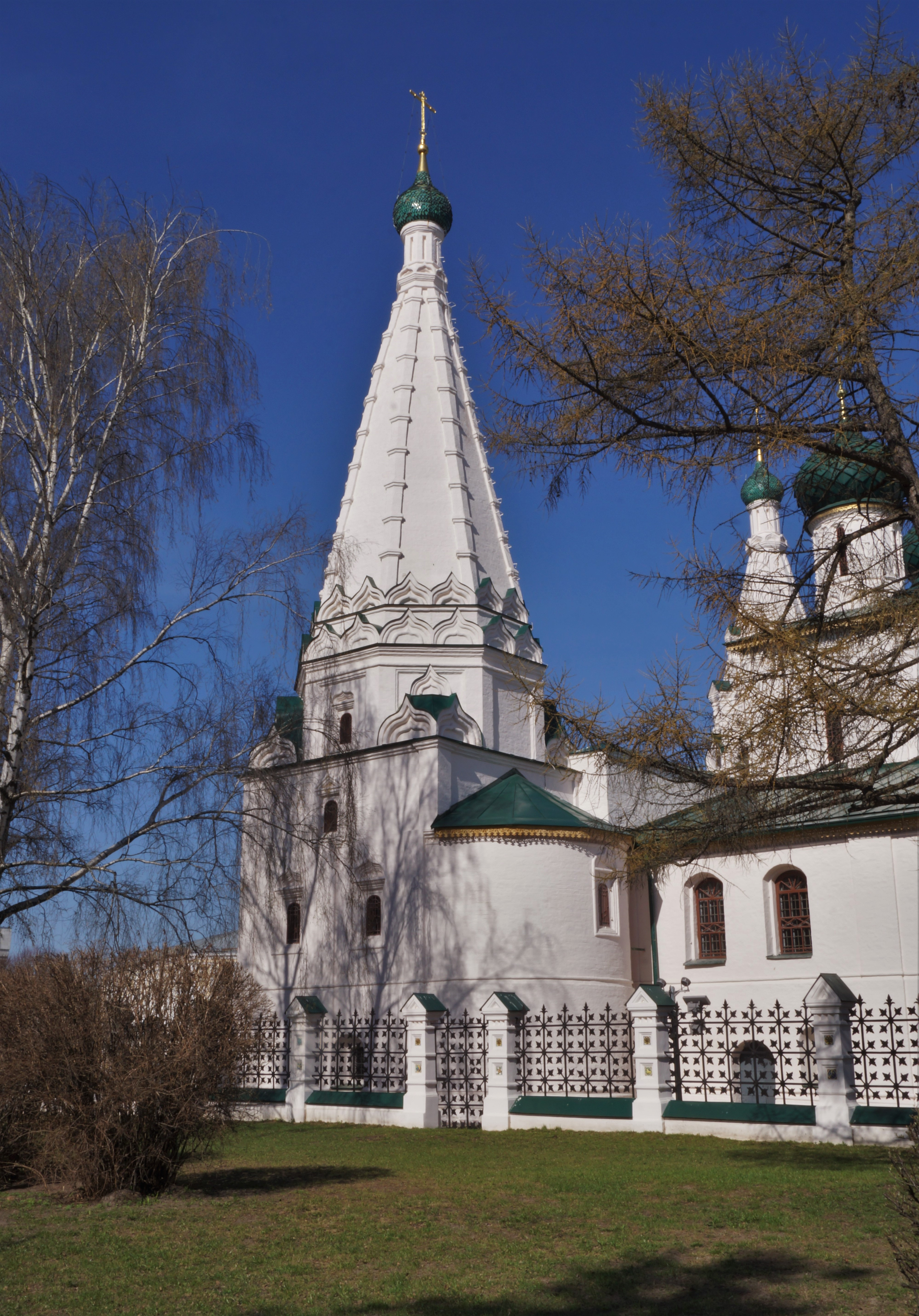
Придел Ризоположения
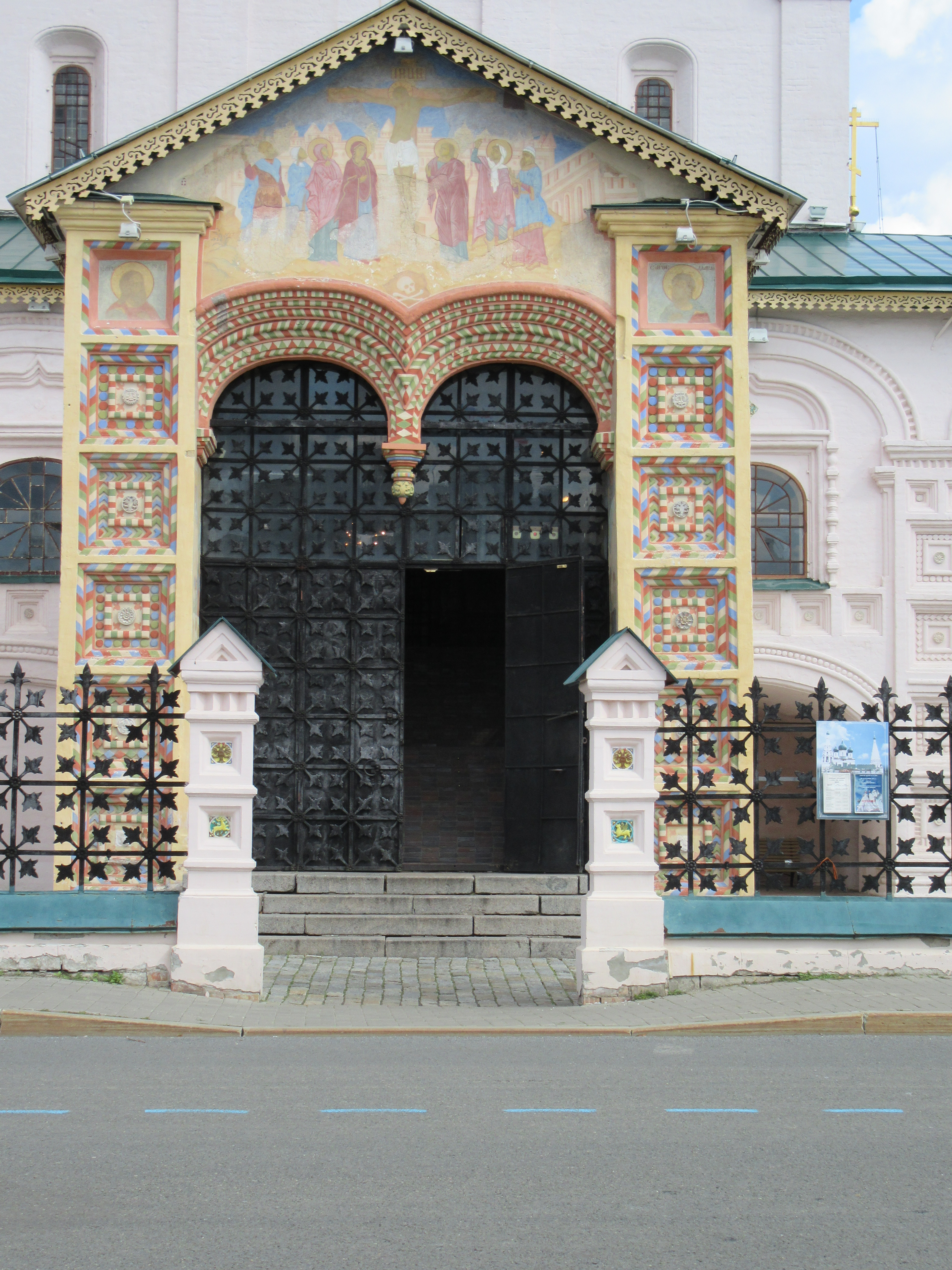
Западное крыльцо

## Внутреннее убранство
Имеющая мировое значение роспись церкви построена на архитектоническом и ритмическом согласовании с формами её интерьера. Ансамбль росписи создавался постепенно, за три периода с 1680 по 1717 тремя артелями мастеров. На протяжении 300 лет комплекс росписей сравнительно мало обновлялся. В 1830 году живопись Покровского придела была переписана В. В. и М. В. Сарафанниковыми. В 1950-е годы главный храм и частично Покровский придел были промыты и укреплены, в 1960-е паперти укреплялись, в 1970-е Покровский придел был раскрыт из-под записи бригадой [уточнить].
Роспись покрывает интерьер Ильинской церкви сплошным ковром, состоящим из 970 сюжетных клейм, не считая орнаментов, украшающих нижние части стен, основания столпов, подоконники, порталы и каменные скамьи. Четыреста семнадцать композиций основного храма созданы непосредственно под руководством знаменщика Гурия Никитина. Роспись содержит много бытовых сцен.
Внутреннее убранство храма дополняют золочёный резной иконостас с коллекцией древнейших икон, расписные порталы и изразцовый фриз, богатая церковная утварь.

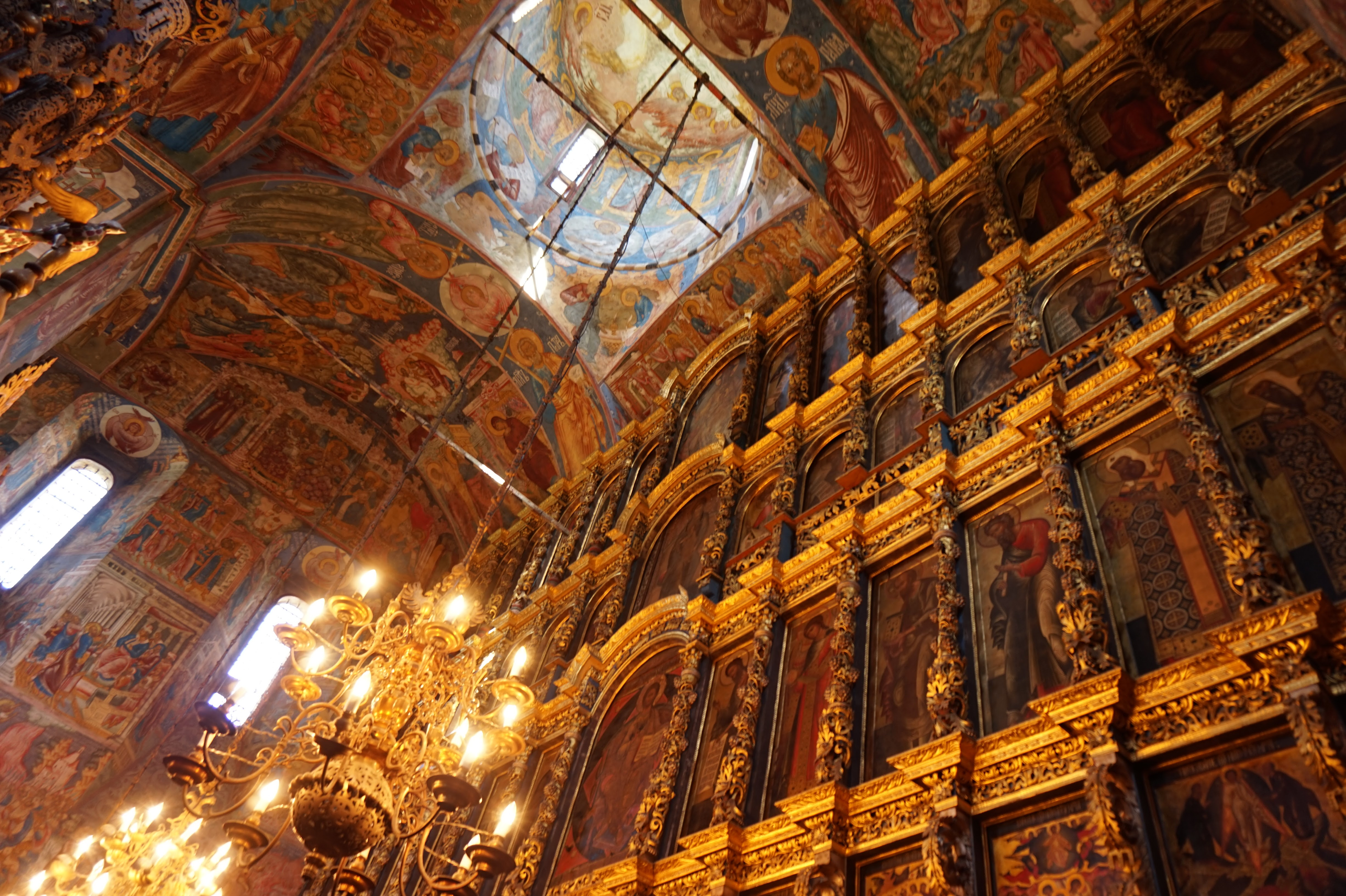
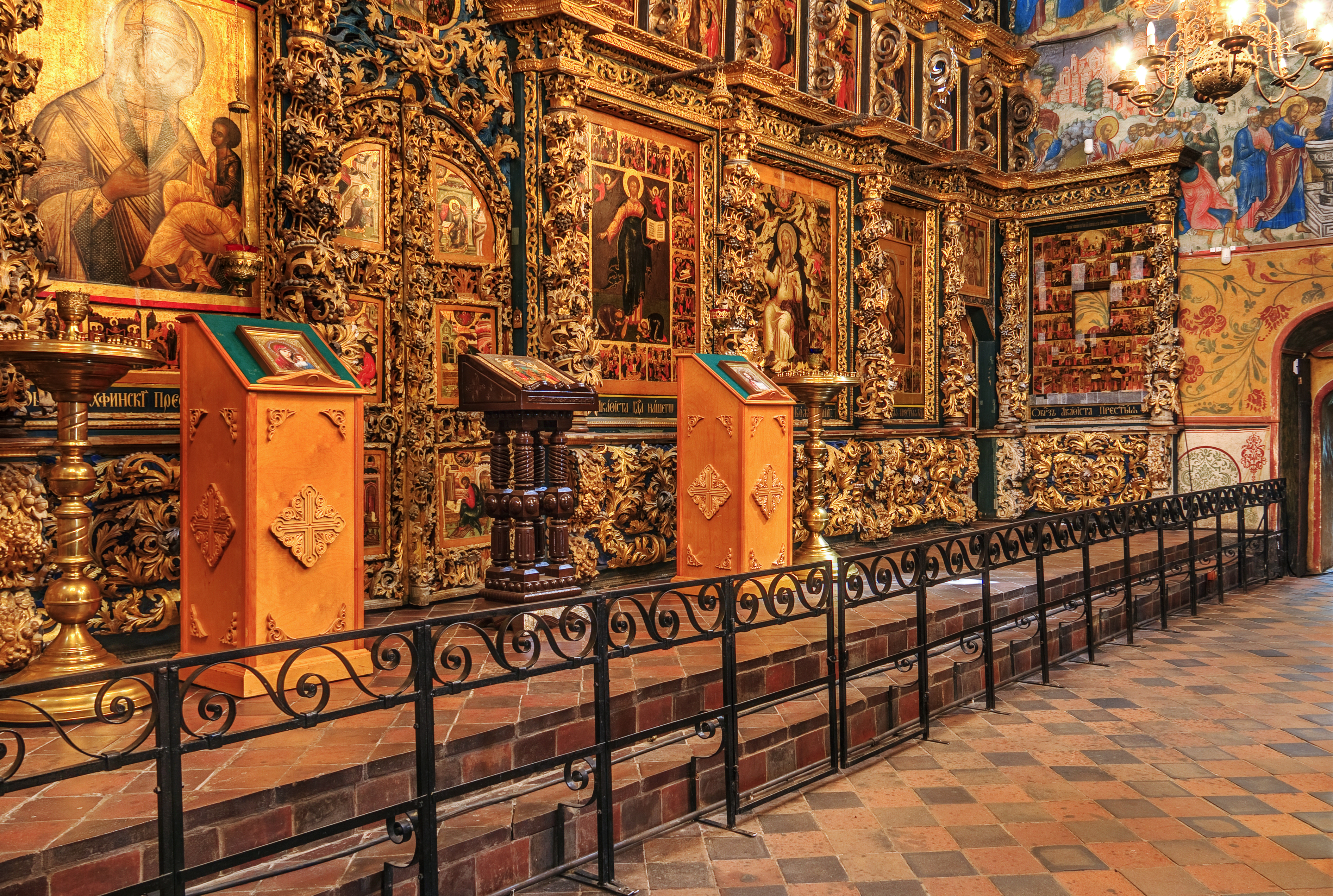
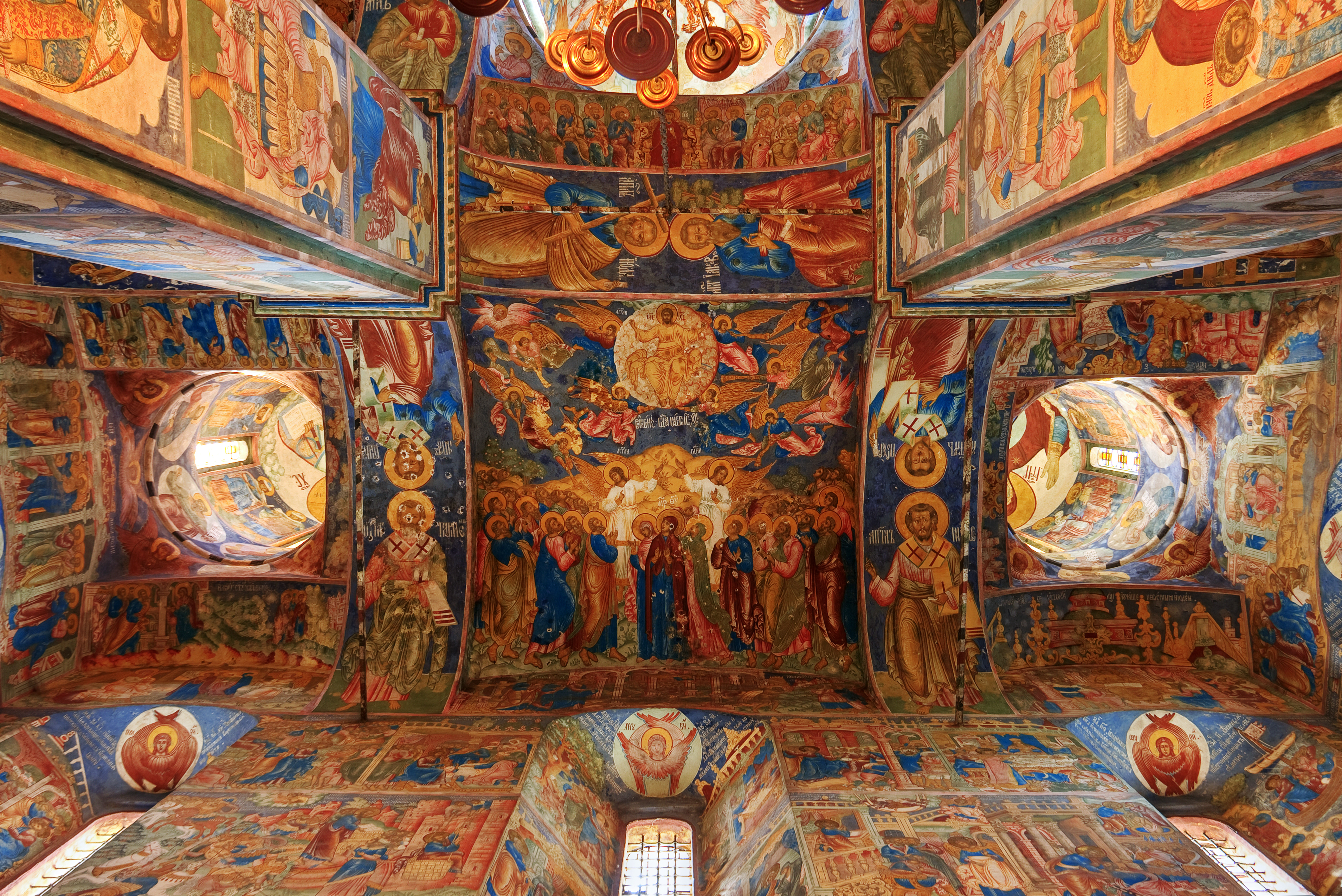
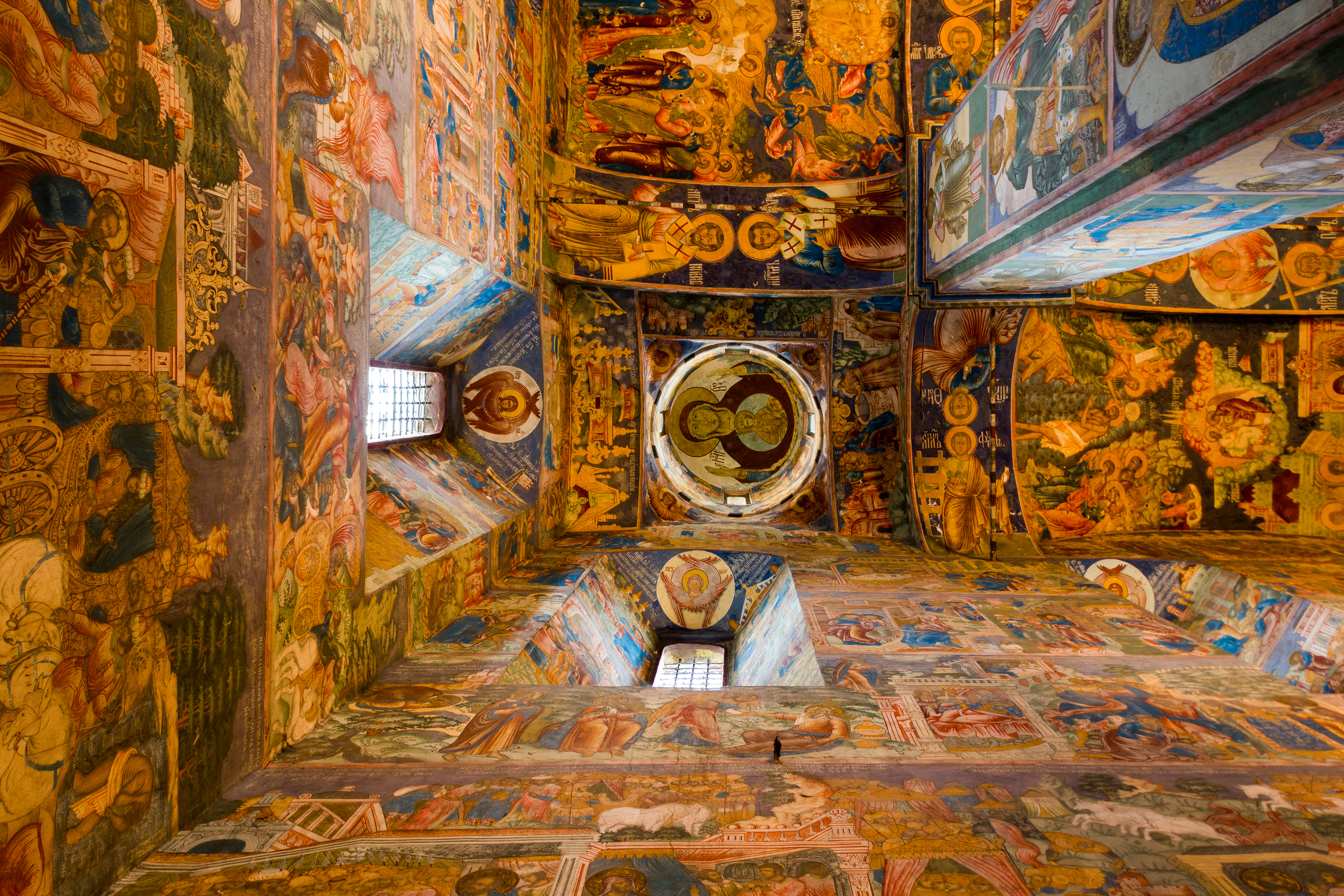
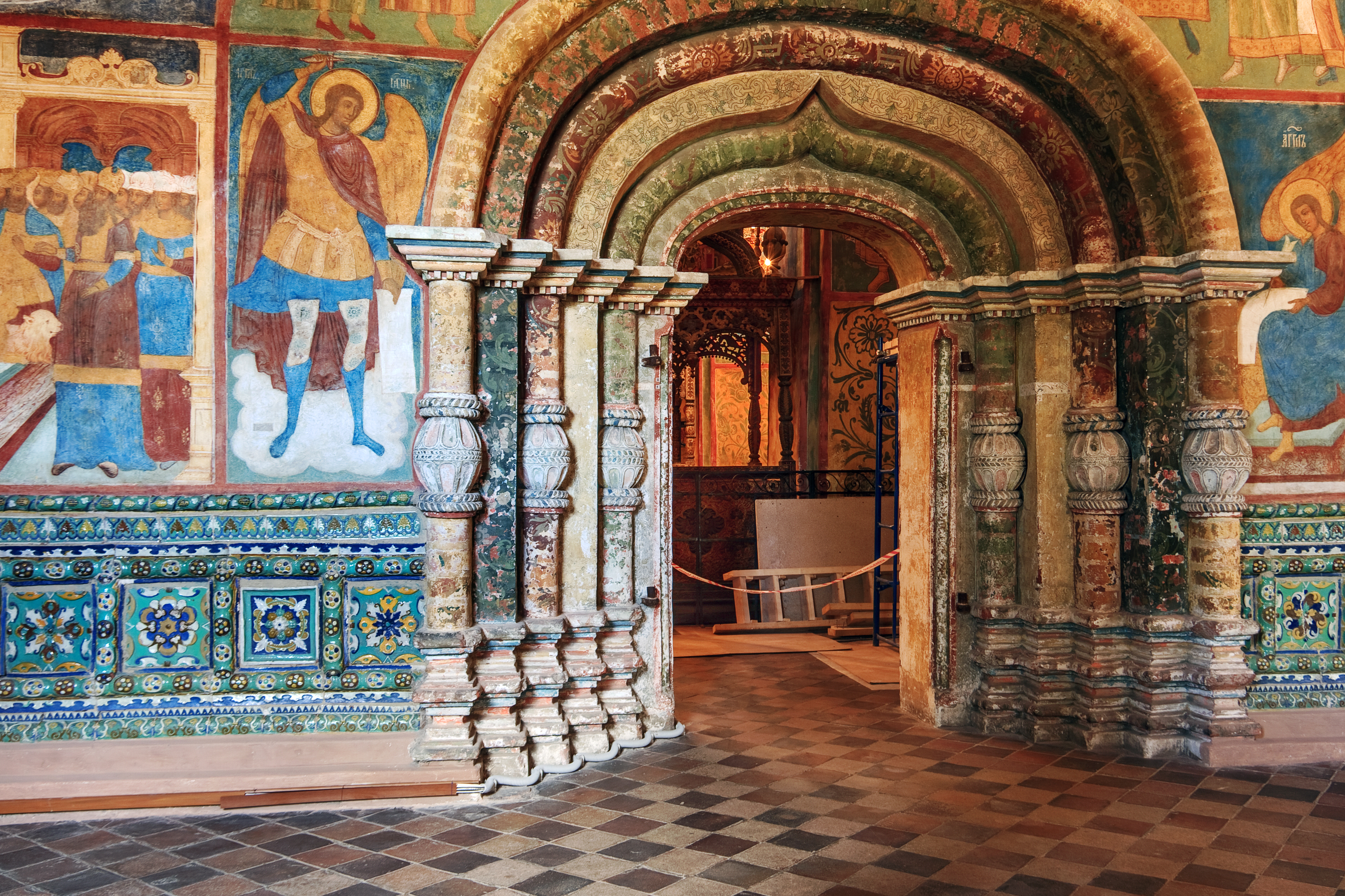
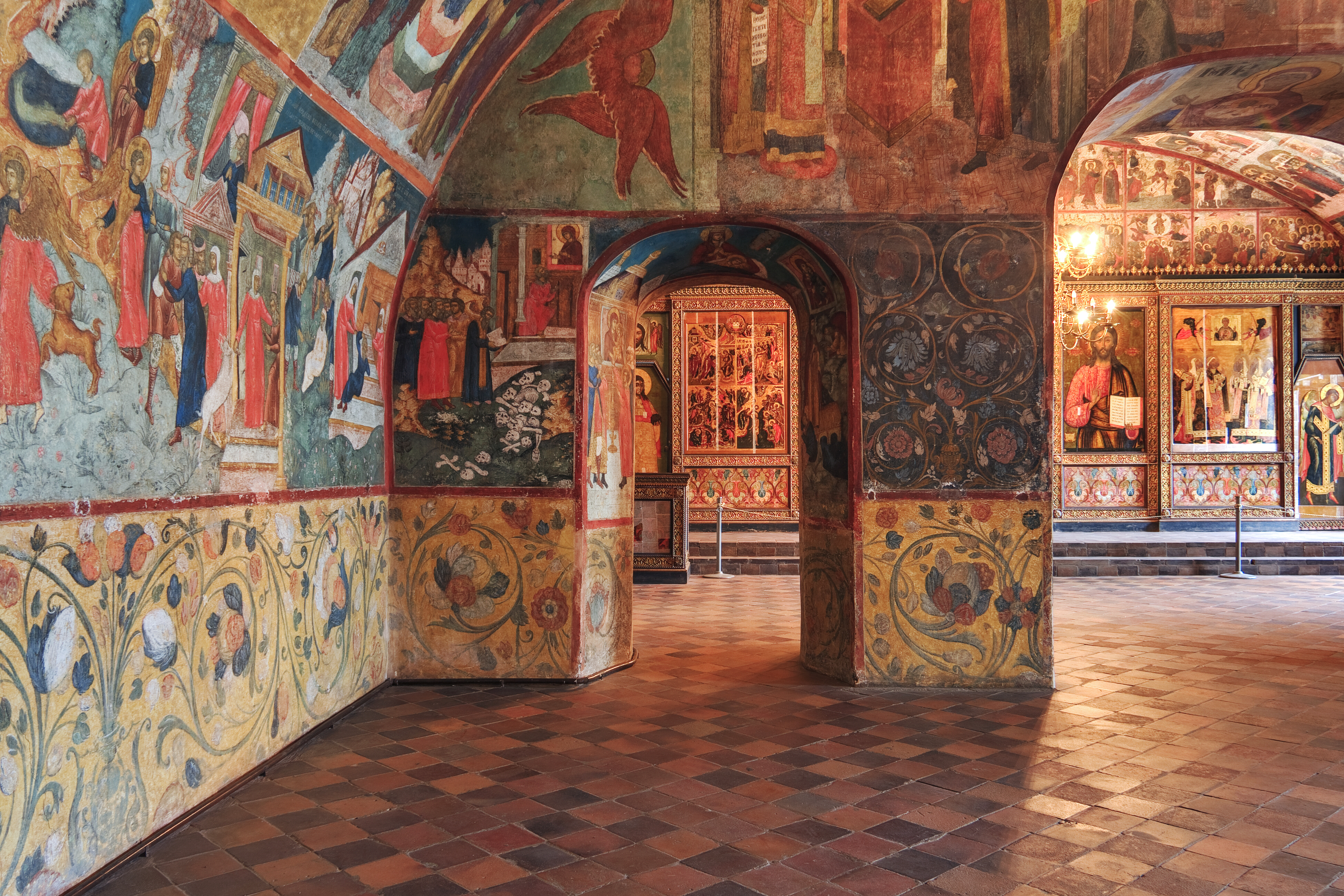

## Современное состояние
Храм находится в ведении Ярославского музея-заповедника и доступен для посещения как памятник архитектуры с мая по октябрь. Службы проводятся клириками Успенского кафедрального собора.